# ものまねグランプリ
『ものまねグランプリ』（英：Monomane Grand-Prix）は、日本テレビ系列で放送されているものまねバラエティ番組。2009年から2023年までは主に5月・9月or10月・12月の年3回火曜日に放送されていた。

## 概要
- 以前同局にて放送されていた『ものまねバトル』が2009年1月4日を以て終了し、本番組にリニューアルすることになった。
- メインパーソナリティー（司会）は研ナオコとヒロミに代わってネプチューン、総合司会（アシスタント）はアナウンサーが務める。
- 対決形式は『ものまねバトル』で行われていた紅白団体戦を廃し、『ものまね王座決定戦』（フジテレビ）でも行われていたトーナメント戦や1対1など、個人戦が中心となっている。
- 2024年5月14日より新しいものまね特番、『モノマネMONSTER』を放送開始。

## ルール

### ザ・トーナメント
- 年末（2012年以降はクリスマス）スペシャルで開催される（ただし、第1回のみゴールデンウィーク特番として放送）。
- ルールは、勝ち上がり形式のトーナメント。事前に行われた抽選によって、ブロックの組み分けと対戦相手が決まる。
- 全員複数のネタを準備し、出す順番は自由が、敗退すれば当然スタンバイしたネタは披露できない。
- 第1回（2009年）の放送では、『ものまねバトル』時代の常連組を中心に24組が出場。第1回戦は、3組×8ブロックで、各ブロックの最多得点1組が準決勝進出。また、敗れた計16組の中で点数が最も多かった1組も、ワイルドカードとして準決勝進出。準決勝は、各ブロックの勝者による1対1[注 1]で、各対戦の勝者計4組が決勝進出。決勝はその4組で対戦する。
  - 各自のネタは、持ち点10点を自由に分配できる特別審査員（有名人ゲスト）5名と、最も良かったと思うネタに1点を投じられる一般審査員（観客）50名に採点され、双方の合計点が最も多かった人が勝者となる。
- 第3回（2009年）から第14回（2012年）は、後述する「ザ・サバイバル」の勝者、「ザ・サバイバル」敗者からインターネット投票で上位得票を得た敗者復活組、「ザ・サバイバル」未出場[注 2]のメンバーで構成される。
  - 第3回（2009年）の放送では、第2回「ザ・サバイバル」の勝者（18組）、敗者復活（3組）、「ザ・サバイバル」未出場（7組）の計28組が出場。第1回戦は、4組×7ブロックで、各ブロックの最多得点1組が決勝進出。決勝は、その7組による対戦となり敗者復活はなかった。
  - 第6回（2010年）の放送では、第5回「ザ・サバイバル」の勝者（13組）の他、敗者復活・「ザ・サバイバル」未出場組（19組）を含めた計32組が出場。第1回戦は、4組×8ブロックで、各ブロックの最多得点1組が決勝進出。決勝は、最多得点を獲得した8組に、全ブロックで次点だった組の中で得点上位だった1組を加えた9組による対戦となる（1回戦でコロッケに惜敗したギャップオールスターズが選出された）。
  - 第10回（2011年）の放送では、第9回「ザ・サバイバル」の勝者（11組）の他、敗者復活・「ザ・サバイバル」未出場組（25組）を含めた計36組が出場。第1回戦は、4組×9ブロックで、各ブロックの最多得点1組が決勝進出。決勝は、その9組による対戦となり敗者復活はなかった。
    - なお、この回で優勝した原口あきまさは番組初となる「ザ・トーナメント」2連覇を達成した。原口は前回の「ザ・サバイバル」でものまね三姉妹（おかもとまり・高田紗千子・福田彩乃）に敗れていたためトーナメントへの出場権を得られなかったが、インターネット投票による敗者復活で出場した。敗者復活からの優勝も番組史上初めてのことである（出場権を原口から奪ったものまね三姉妹もトーナメントで準優勝している）。

  - 第14回（2012年）の放送では、第13回「ザ・サバイバル」の勝者（12組）の他、敗者復活・「ザ・サバイバル」未出場組（24組）を含めた計36組が出場。第1回戦は、4組×9ブロックで、各ブロックの最多得点1組が決勝進出。決勝は、その9組による対戦となり敗者復活はなかった。
    - なお、この回で優勝した英明は、これまでに「ザ・サバイバル」などの本戦出場経験がなく（ミニコーナーには出演経験あり）、未出場組では初の優勝となった。これにより、「ザ・サバイバル」勝者・敗者復活・未出場の3パターン全てから優勝者を輩出することになった。
- 第17回（2013年）・第20回（2014年）は、「ザ・サバイバル」が行われなくなったため、従前の常連出場者を中心としたメンバー構成に戻っている。
  - 第17回（2013年）の放送では、常連出場者を中心に計24組が出場。第1回戦は、4組×6ブロックで、各ブロックの最多得点1組が決勝進出。決勝は、その6組による対戦となり敗者復活はなかった。
  - 第20回（2014年）の放送では、常連出場者に加え、前述のフジテレビ系列『ものまね王座決定戦』の常連出場者を一部加えた計24組が出場。第1回戦は、4組×6ブロックで、各ブロックの最多得点1組が決勝進出。更に、全ての敗者（18組）の中から特別審査員・一般審査員全員が1組に投票し、最多得票を得た1組がワイルドカードで敗者復活。決勝はブロック勝者6組とワイルドカード1組の計7組で争われた。
- 第23回（2015年）の放送では、後述する「ガチランキングスペシャル」の上位20組に加え、前年同様『ものまね王座決定戦』の常連出場者を一部加えた計24組が出場。第1回戦は、4組×6ブロックで、各ブロックの最多得点1組が決勝進出（今回の各ブロックは、「男性実力者」「女芸人」などジャンル毎に固まっている対戦カードとなっている）。更に、全ての敗者（18組）の中から第1回戦での得点が最も高かった1組がワイルドカードで敗者復活。決勝はブロック勝者6組とワイルドカード1組の計7組で争われた。
  - 「ガチランキングスペシャル」で5位だった中川家は、大阪でのレギュラー番組収録のためスタジオに来れず、ネタの事前収録も行っていなかったため棄権・失格扱いとされた。これにより1枠空いたため、急遽観覧ゲストとして雛壇に座っていたタレント（前回21位以下の敗者でスケジュールが空いていて観覧していた13組と、前回未出場のバンビーノの合計14組）を対象に敗者復活戦を実施。1組につき30秒だけのショートネタや30秒だけの歌唱を行い、最多得点1組が中川家の代役で本戦出場できる。結果的には、前回21位で僅差の次点であった西尾夕紀が敗者復活を決めたが、本戦では山本高広にまたしても1点差と僅差で敗れている。
- 第26回（2016年）の放送では、後述する「ガチランキングスペシャル」の上位20組に加え、ワイルドカード枠に平野ノラ・NON STYLE・ものまねジャニーズ軍団に敗者復活1枠を加えた24組が出場。
  - なお、第25回の「ガチランキング」で20位に入った中川家は出場できず、21位の西尾夕紀が繰り上がりで入った。また、敗者復活枠は前回22位以下の敗者でスケジュールが空いていて、観覧していた12組と、前回未出場の三四郎(小宮浩信・相田周二)の合計13組で行われた。これにはこの回初出場で前回25位のチョコレートプラネット（長田庄介・松尾駿）が選出した。さらに、原口・矢野・岡田に勝ち決勝進出も果たした。そして、3位という大健闘を見せた。
- 第29回（2017年）の放送でも、後述する「ガチランキングスペシャル2017」の上位20組に加え、ワイルドカード枠にブリリアン・ガンバレルーヤ・AMEMIYAに敗者復活1枠を加えた24組が出場。
  - また、敗者復活枠は前回21位以下の敗者でスケジュールが空いていて、観覧していた12組と、前回未出場の永島聖羅&しーくいーんを含めた13組で敗者復活戦が行われた。前回24位の山田七海が選出した。さらに、荒牧・ゆりやん・チョコプラ（長田・松尾）に勝ち、決勝進出も果たした。6位と大健闘を見せた。
- 第32回の（2018年）の放送でも、後述する「ガチランキングスペシャル2018」の上位14組に敗者復活2枠を加えた16組が出場。また、第26回・第29回にあったワイルドカード枠はなし。
  - また、敗者復活枠は前回15位以下の敗者でスケジュールが空いていて、観覧していた21組で敗者復活戦が行われた。前回24位の山田七海と34位のイジリー岡田が選出された。
  - 1回戦・2回戦は1対1の対決。決勝は4組が直接対決となり、優勝するには3回（敗者復活枠は1回多く4回）勝たなければならない。
- 第35回の（2019年）の放送でも、ガチランキング2019の上位18組に敗者復活2枠の20組が出場。
  - 1回戦は5組が戦い、各ブロック1位の1組と各ブロック2位の中で一番得点が高い1組が決勝進出。つまり決勝は6組が直接対決となる。
  - また、敗者復活枠は前回19位以下の敗者でスケジュールが開いていて、観覧していた13組と前回未出場のアマレス兄弟(アマレス太郎・アマレス兄)、ジャニーズ軍団の1人だった元木敦士、この回で初登場のそのこ、知香、暁月詩音、レインボー、イチキップリン・伊藤広大・玉城泰拙（セブンbyセブン）の8組を加えた19組で敗者復活戦が行われ、前回27位のイジリー岡田、今回初出場の知香が選出。イジリーはEブロックでは最下位、一方の知香はDブロックでは2位になるも各ブロック2位の中で一番得点が高かったの決勝進出を果たし、3位と大健闘を見せた。さらに、名倉も復帰した。
- 各自のネタは、特別審査員（有名人ゲスト）10名と一般審査員（観客）50名に採点され、合計点が最も多かった人が勝者となる。第6回までは特別審査員は持ち点5点を自由に分配する仕組みだったが、第10回からはそれぞれに5点満点で点数を付ける方式になった。一般審査員は最も良かったと思うネタに1点を投じる。 第17回のみ特別審査員の持ち点が10点になり、一般審査員は採点に参加しなかった。
- 第41回は23組のうち上位4名が決勝進出。決勝の審査は審査員10名ではなく、視聴者。結果発表の司会も4人ではなく1人。
- 優勝者（グランプリ）には、100万円の優勝賞金が贈られる。

### ザ・サバイバル
- 秋のスペシャルで開催される。ただし、2012年を最後に行われていない。
- 抽選で決まった対戦カードで、次回放送予定の「ザ・トーナメント」への出場資格をかけて争う。
  - 第2回（2009年）は、1対1形式。持ち点10点を自由に分配できる特別審査員（有名人ゲスト）5名と、最も良かったと思うネタに1点を投じられる一般審査員（観客）50名に採点され、双方の合計点が最も多かった人が勝者となった。なお、50-50の引き分けになった対戦が2つ発生したため、両者は勝者と同様「ザ・トーナメント」出場資格が与えられた。
  - 第5回（2010年）は、出演39組を13のブロックに分け、1ブロックにつき3組で争った。それぞれ5点満点で採点する特別審査員（有名人ゲスト）10名と、最も良かったと思うネタに1点を投じられる一般審査員（観客）50名に採点され、双方の合計点が最も多かった人が勝者となった。今回は引き分けになったブロックはないため、勝者13組が「ザ・トーナメント」出場資格を得た。
  - 第9回（2011年）は、出演33組を11のブロックに分け、1ブロックにつき3組で争った。審査方法は第5回同様で、今回も引き分けになったブロックはない為、勝者11組が「ザ・トーナメント」出場資格を得た。
  - 第13回（2012年）は、出演36組を12ブロックに分け、第9回同様に1ブロックにつき3組で争った。審査方法は第5回同様で、今回も引き分けになったブロックはない為、勝者12組が「ザ・トーナメント」出場資格を得た。
    - この回より常連出演者への変動が見られ、これまでの常連であったはなわ・小島よしおは後述する「ものまねショートSHOW!」への出演となり、「ザ・サバイバル」のトーナメント対象外となった[注 3]。また、優勝・MVP争いの常連である青木隆治はこの回以降しばらくの間出演を見合わせた。
- 勝者には、次回放送予定の「ザ・トーナメント」への出場資格が与えられる。一方の敗者は出演権が一度剥奪されるが、番組終了後のインターネット投票で上位ならば復活出場が可能である。但し、インターネット投票の詳細な結果（票数、順位）は番組内でも公式ホームページでも公表されていない。
  - 実際、第2回の敗者で、インターネット投票でも選出されなかった人は、「ものまねガールズ軍団」に加入した前田健を除き、第3回の「ザ・トーナメント」に出演できなかった。
  - 第5回の敗者は、第6回「ザ・トーナメント」に「ザ・サバイバル」出演時と同じメンバー、またはどこかの混合グループのメンバーになって出演した人が何組か存在する。誰がインターネット投票での選出だったのかは不明。
- 番組の最後には、審査員の協議によって勝者の中から1組がMVPに選出される。
  - 第2回で50-50の引き分けになった対戦が2つあり、この場合は両者勝者扱いになるが、MVPの対象から外れた。

### 究極のネタ100連発
- 春のスペシャルで開催される。
- 特別編且つ総集編として新作に加え、過去のVTRや『バトル』時代のVTRを交えて合計100個のネタを放送する。
- 対戦形式は採らないが、最後に最優秀賞（第4回）またはMVP（第7回）が選ばれる。

### 最強のコラボレーション&本人が選んだテッパンネタ祭り!!
- 春のスペシャルで開催される。
- 特別編としてコラボレーションによる新作に加え、『バトル』時代を含めた過去の傑作VTRを放送する。
- 「究極のネタ100連発」同様対戦形式は採らないが、最後にMVPを選出する。

### チーム対抗戦
- 2014年の秋のスペシャルのみ開催。
- ドラフト形式で「チーム泰造」と「チームホリケン」の2つにチーム分けして、チーム対抗戦を行う。
- 審査員5名がそれぞれの組に20点満点で点数を付け、合計点数の高いチームが勝利となる。

### 成るか世代交代!炎の下剋上スペシャル!
- 2015年～2017年の春のスペシャルで開催された。
- 過去に「ザ・トーナメント」優勝、または他の回でMVPを獲得したことがある人（「ものまね3姉妹」などのユニットや「チーム泰造」などのチームとしてのみの優勝・MVP受賞経験者は除く）を「レジェンド」として、「レジェンド」1組と優勝・MVP経験がない「チャレンジャー」2組による対戦形式。
  - 2015年5月19日放送では、当時の該当者は10組あったが、荒牧は前述のとおり当時活動休止中のため、代役として『ものまねバトル』時代から長きにわたり常連で活躍している神奈月が「レジェンド」として出演（ただし、仕事の都合上VTRでのネタ披露となった）。一方で優勝・MVP経験がなければ「チャレンジャー」となり、イジリー岡田や花香よしあきなどの長年の常連者から芸歴1年未満の若手まで幅広いメンバーとなった。
  - 2016年4月5日放送では、前回の下剋上スペシャルおよびそれ以降新たにジャガーズと横澤夏子が優勝・MVPとなり12組が該当していた。しかし、そのうち荒牧・英明は不参加で、ジャガーズはMVP受賞経験者にもかかわらずチャレンジャーとして（正確には、前回ブレイクを果たしたことからのチャレンジャー代表格として）出演。よって残った9組に神奈月を加えた10組が「レジェンド」として出演。結果的に、レジェンドで唯一の無冠であった神奈月がMVPを受賞した。
- 審査員10人が持ち点5点を3組に対し自由に分配する審査方法。「チャレンジャー」2組の合計点が、「レジェンド」1組の合計点を上回れば「下剋上成功」として「チャレンジャー」2組の勝ち。逆に「チャレンジャー」2組の合計点よりも「レジェンド」1組の合計点が上であれば「下剋上ならず」として「レジェンド」の勝ちとなる。1試合だけドローもあった。

### ガチランキングスペシャル
- 2015年～2020年の秋のスペシャルにて開催。
- 2012年まで行われていた「ザ・サバイバル」同様、次回放送予定の「ザ・トーナメント」への出場資格をかけて争う。出場した40組に対し、それぞれネタ終了後に即、特別審査員（有名人ゲスト）と一般審査員（観客）により採点される。
- 採点の結果、合計点が上位20位までに入れば次回開催予定の「ザ・トーナメント」出場資格を獲得。一方21位以下であれば、「ザ・トーナメント」出場資格を剥奪される。
- 上述の通り2015～2017年までは「出場40組中上位20組が『ザ・トーナメント』出場資格獲得」というルールで固定されていたが、2018年以降は出場者数及び「ザ・トーナメント」出場資格獲得者数が微調整されるようになった。それぞれの組数の変化は以下の通り。
  - 2018年　出場41組中上位14組が「ザ・トーナメント」出場資格獲得
  - 2019年　出場36組中上位18組が「ザ・トーナメント」出場資格獲得
  - 2020年　出場32組中上位16組が「ザ・トーナメント」出場資格獲得
- 「ザ・サバイバル」にあったようなインターネット投票による敗者復活（いわゆる救済措置）は設けられていない。実際に、21位以下には過去の優勝者・MVP獲得者も含まれるなど厳しい結果となっている。ただし前述のとおり5位の中川家が「ザ・トーナメント」を棄権したことにより、結果的には後に敗者復活が行われ、21位の西尾夕紀が1位になった。2016年は、25位のチョコレートプラネットが1位となった。2017年は、24位の山田七海が1位となった。2018年は、24位の山田七海が1位、34位のイジリー岡田が2位となった。2019年は、27位のイジリーと前回未出場の知香
  - 2019年は、日テレが「ラグビーワールドカップ」民放での独占放送の影響で、開催が遅れ、収録日時点で療養中だった名倉潤は欠席していた。

## ミニコーナー
「トルネードそっくりSHOW!」を除き、「面白くない」「似てない」「観るに耐え兼ねない」などと思えば審査員1人の判断で手元のボタンを押すことで強制終了させることができる。
泰造が見せたいぞう
- 原田泰造がちょうど良いネタ時間を設定し、その時間内でショートネタを披露する。審査員全員が丸なら大入り袋が贈呈される。

ものまねショートSHOW!
- 全国からオーディションで選ばれたそっくりさんがものまねを披露する。
- ゲスト審査員から1人が任意でネタを強制終了させることができ、20秒以上披露出来れば金一封の「小入り袋」、30秒披露出来れば金一封の「大入り袋」が贈呈される。強制終了させられた場合はトークは行われない。

トルネードそっくりSHOW!
- 全国からオーディションで選ばれた顔や表情のそっくりさんがトルネードマシンの上で360度回る。
- ゲスト審査員は回転するどこかの角度で似てると思ったら○ボタンを押す。
- ○が7個以上で金一封の「小入り袋」、○が10個で金一封の「大入り袋」が贈呈される。

歌のショートSHOW!
- 全国からオーディションで選ばれた歌声のそっくりさんがものまねを披露する。
- ゲスト審査員から1人が任意でネタを強制終了させることができ、20秒以上披露出来れば金一封の「小入り袋」、30秒披露出来れば金一封の「大入り袋」が贈呈される。
- 2012年12月25日の放送では、デビュー前だったLittle Glee Monsterのmanakaが出場。MISIAの逢いたくていまを披露したが、11歳とは思えない歌唱力でスタジオにいた観客や審査員らを驚かせ、つんく♂からモー娘。のオーディション勧誘を受けた。

1分なら爆笑ものまね対決
- ショートネタなら爆笑間違いなしという芸人が1分以内でものまねを披露する。

## スペシャルコーナー
今夜限定スーパーコラボSHOW
- 第20回（2014年12月16日放送）に行われた特別企画。
- 当番組のものまねタレントが、フジテレビ『ものまね王座決定戦』『爆笑そっくりものまね紅白歌合戦スペシャル』のものまねタレントとコラボレーションして、今まで見ることができなかったコラボネタを披露した[注 4]。
- コラボの組み合わせは、ミラクルひかる&みかん、山本高広&ホリ&原口あきまさ、コロッケ&ミラクルひかるの3組。

## 放送日時・司会進行
| 回数 | サブタイトル                                                          | 放送日         | 放送曜日 | 放送時間（JST） | 司会         | アシスタント                 | 優勝者・MVP・最優秀受賞者                                       | 視聴率                    |
| ---- | --------------------------------------------------------------------- | -------------- | -------- | --------------- | ------------ | ---------------------------- | --------------------------------------------------------------- | ------------------------- |
| 1    | ザ・トーナメント                                                      | 2009年5月3日   | 日曜日   | 19:00 - 21:54   | ネプチューン | 葉山エレーヌ                 | 中川家                                                          | 13.1%                     |
| 2    | ザ・サバイバル                                                        | 2009年9月21日  | 月曜日   | 19:58 - 23:03   | ネプチューン | 葉山エレーヌ 小熊美香        | 中川家                                                          | 12.6%                     |
| 3    | ザ・トーナメント                                                      | 2009年12月27日 | 日曜日   | 19:00 - 21:54   | ネプチューン | 松本志のぶ                   | コロッケ                                                        | 14.6%                     |
| 4    | 究極のネタ100連発                                                     | 2010年3月15日  | 月曜日   | 19:00 - 22:48   | ネプチューン | 松本志のぶ                   | 原口あきまさ&ホリ                                               | 14.0%                     |
| 5    | ザ・サバイバル                                                        | 2010年9月21日  | 火曜日   | 19:00 - 22:48   | ネプチューン | 松本志のぶ                   | 山寺宏一                                                        | 13.3%                     |
| 6    | ザ・トーナメント                                                      | 2010年12月21日 | 火曜日   | 19:00 - 22:48   | ネプチューン | 松本志のぶ                   | 原口あきまさ                                                    | 19.4%                     |
| 7    | 究極のネタ100連発                                                     | 2011年4月7日   | 木曜日   | 19:00 - 22:48   | ネプチューン | 松本志のぶ                   | 青木隆治                                                        | 14.6%                     |
| 8    | コロッケVS青木隆治 珠玉のものまねベスト10                             | 2011年7月1日   | 金曜日   | 19:00 - 20:54   | ネプチューン | 西尾由佳理                   | -                                                               | 13.1%                     |
| 9    | ザ・サバイバル                                                        | 2011年10月4日  | 火曜日   | 19:00 - 22:48   | ネプチューン | 馬場典子                     | ものまね三姉妹 （おかもとまり・高田紗千子・福田彩乃）           | 15.3%                     |
| 10   | ザ・トーナメント                                                      | 2011年12月27日 | 火曜日   | 19:00 - 23:18   | ネプチューン | 西尾由佳理                   | 原口あきまさ                                                    | 17.5%                     |
| 11   | 元気が出る名曲ベスト50 絶品ものまね歌謡祭                             | 2012年2月10日  | 金曜日   | 19:00 - 20:54   | ネプチューン | 西尾由佳理                   | -                                                               | 11.9%                     |
| 12   | 最強のコラボレーション& 本人が選んだテッパンネタ祭り!!                | 2012年4月1日   | 日曜日   | 19:00 - 23:08   | ネプチューン | 西尾由佳理                   | 山寺宏一&荒牧陽子                                               | 15.9%                     |
| 13   | ザ・サバイバル                                                        | 2012年9月23日  | 日曜日   | 19:00 - 23:14   | ネプチューン | 西尾由佳理                   | 福田彩乃                                                        | 第1部：14.5% 第2部：15.1% |
| 14   | ザ・トーナメント                                                      | 2012年12月25日 | 火曜日   | 18:30 - 23:12   | ネプチューン | 西尾由佳理                   | 英明                                                            | 第1部：10.9% 第2部：13.5% |
| 15   | 最強のコラボレーションネタ祭り! 豪華ご本人が大集結SP!                 | 2013年3月19日  | 火曜日   | 19:00 - 23:12   | ネプチューン | 西尾由佳理                   | ものまね歌うまキッズ                                            | 11.8%                     |
| 16   | 世紀の対決全部見せますSP!                                             | 2013年9月29日  | 日曜日   | 19:00 - 21:54   | ネプチューン | 徳島えりか 杉野真実 久野静香 | 山寺宏一&西尾夕紀                                               | 11.3%                     |
| 17   | ザ・トーナメント                                                      | 2013年12月22日 | 日曜日   | 19:00 - 21:54   | ネプチューン | 徳島えりか 杉野真実 久野静香 | 福田彩乃                                                        | 13.7%                     |
| 18   | ご本人も!あのライバル同士も! 史上最強のコラボ祭SP                     | 2014年4月22日  | 火曜日   | 19:00 - 21:54   | ネプチューン | 徳島えりか 郡司恭子          | 山寺宏一&西尾夕紀                                               | 10.8%                     |
| 19   | 秋のチーム対抗戦SP                                                    | 2014年9月23日  | 火曜日   | 19:00 - 20:54   | ネプチューン | 徳島えりか 郡司恭子          | チーム泰造                                                      | 10.8%                     |
| 20   | ザ・トーナメント                                                      | 2014年12月16日 | 火曜日   | 19:00 - 21:54   | ネプチューン | 徳島えりか 郡司恭子          | 青木隆治                                                        | 14.8%                     |
| 21   | 成るか世代交代! 炎の下克上スペシャル!                                 | 2015年5月19日  | 火曜日   | 19:00 - 21:54   | ネプチューン | 郡司恭子 岩本乃蒼            | ジャガーズ                                                      | 15.1%                     |
| 22   | 芸人40組 秋のガチランキングスペシャル!                                | 2015年9月22日  | 火曜日   | 19:56 - 22:54   | ネプチューン | 郡司恭子 岩本乃蒼            | 原口あきまさ                                                    | 13.6%                     |
| 23   | ザ・トーナメント                                                      | 2015年12月15日 | 火曜日   | 19:00 - 21:54   | ネプチューン | 郡司恭子 岩本乃蒼            | 横澤夏子                                                        | 12.5%                     |
| 24   | なるか世代交代! 嵐の下克上スペシャル                                  | 2016年4月5日   | 火曜日   | 19:00 - 21:54   | ネプチューン | 郡司恭子 岩本乃蒼            | 神奈月                                                          | 12.6%                     |
| 25   | 芸人40組 秋のガチランキングスペシャル!                                | 2016年9月27日  | 火曜日   | 19:00 - 21:54   | ネプチューン | 郡司恭子 岩本乃蒼            | ホリ                                                            | 13.5%                     |
| 26   | ザ・トーナメント                                                      | 2016年12月6日  | 火曜日   | 19:56 - 22:54   | ネプチューン | 郡司恭子 笹崎里菜            | 青木隆治                                                        | 14.7%                     |
| 27   | 春の部門別チャンピオン決定戦                                          | 2017年5月16日  | 火曜日   | 19:56 - 22:54   | ネプチューン | 郡司恭子 岩本乃蒼            | コロッケ                                                        | 11.6%                     |
| 28   | 芸人40組 秋のガチランキングスペシャル!                                | 2017年9月26日  | 火曜日   | 19:56 - 22:54   | ネプチューン | 郡司恭子 岩本乃蒼            | コロッケ                                                        | 12.7%                     |
| 29   | ザ・トーナメント                                                      | 2017年12月5日  | 火曜日   | 19:56 - 22:54   | ネプチューン | 郡司恭子 笹崎里菜            | ホリ                                                            | 14.2%                     |
| 30   | 男芸人VS女芸人 怒涛のガチバトルSP                                     | 2018年5月22日  | 火曜日   | 19:56 - 22:54   | ネプチューン | 郡司恭子 笹崎里菜            | 神奈月                                                          |                           |
| 31   | ものまね芸人41組 秋のガチランキングスペシャル!                        | 2018年10月2日  | 火曜日   | 19:00 - 21:54   | ネプチューン | 郡司恭子 笹崎里菜            | 神奈月                                                          | 12.4%                     |
| 32   | ザ・トーナメント                                                      | 2018年12月18日 | 火曜日   | 19:56 - 22:54   | ネプチューン | 郡司恭子 笹崎里菜            | 神奈月                                                          | 12.5%                     |
| 33   | ものまねレジェンドが選ぶ 次世代ものまね芸人No.1決定戦                 | 2019年5月7日   | 火曜日   | 19:56 - 22:54   | ネプチューン | 郡司恭子 笹崎里菜            | 霜降り明星                                                      | 11.8%                     |
| 34   | 秋のガチランキングスペシャル!                                         | 2019年10月15日 | 火曜日   | 19:56 - 22:54   | ネプチューン | 郡司恭子 笹崎里菜            | 山寺宏一                                                        |                           |
| 35   | ザ・トーナメント                                                      | 2019年12月17日 | 火曜日   | 19:56 - 22:54   | ネプチューン | 郡司恭子 笹崎里菜            | ホリ                                                            | 12.1%                     |
| 36   | 次世代ものまね芸人No.1決定戦 &歌ものまねNo.1決定戦                    | 2020年5月19日  | 火曜日   | 19:00 - 21:54   | ネプチューン | 郡司恭子 笹崎里菜            | モリタク!&河口こうへい（次世代ものまね） 荒牧陽子（歌ものまね） | 13.2%                     |
| 37   | 秋のガチランキングスペシャル                                          | 2020年9月29日  | 火曜日   | 19:56 - 22:54   | ネプチューン | 郡司恭子 笹崎里菜            | モリタク!&河口こうへい                                          |                           |
| 38   | ザ・トーナメント                                                      | 2020年12月22日 | 火曜日   | 19:56 - 22:54   | ネプチューン | 郡司恭子 笹崎里菜            | コロッケ                                                        | 11.2%                     |
| 39   | ガチの歌ものまねNo.1決定戦                                            | 2021年5月4日   | 火曜日   | 21:00 - 22:54   | ネプチューン | 郡司恭子 笹崎里菜            | 山寺宏一&海宝直人                                               | 12.4%                     |
| 40   | 新世代ものまね歌姫& 最強の新ネタNo.1決定戦                            | 2021年9月28日  | 火曜日   | 19:56 - 22:54   | ネプチューン | 郡司恭子 笹崎里菜            | 山田七海 (ものまね歌姫) みかん (最強の新ネタ)                   |                           |
| 41   | ザ・トーナメント                                                      | 2021年12月21日 | 火曜日   | 19:00 - 21:54   | ネプチューン | 石川みなみ                   | 武内駿輔                                                        |                           |
| 42   | ガチの歌ものまねNo.1決定戦                                            | 2022年5月3日   | 火曜日   | 20:00 - 22:54   | ネプチューン | 石川みなみ                   | KINZとK-ing                                                     |                           |
| 43   | コロッケラストパフォーマンス!& 今どこに行っても一番ウケるネタ25連発!! | 2022年10月25日 | 火曜日   | 19:00 - 21:54   | ネプチューン | 石川みなみ                   | （選出なし）                                                    |                           |
| 44   | ザ・トーナメント                                                      | 2022年12月13日 | 火曜日   | 19:00 - 21:54   | ネプチューン | 石川みなみ                   | 松浦航大                                                        | 9.5%                      |
| 45   | 今1番ウケるネタ春の22連発スペシャル                                   | 2023年5月2日   | 火曜日   | 20:00 - 22:54   | ネプチューン | 石川みなみ                   | レイザーラモンRG                                                | ？．％                    |
| 46   | ショートネタNo.1決定戦                                                | 2023年10月24日 | 火曜日   | 21:00 - 22:54   | ネプチューン | 石川みなみ                   | ジョニー志村&レッツゴーよしまさ                                 |                           |
| 47   | ザ・トーナメント2023 最強王者決定戦SP                                 | 2023年12月12日 | 火曜日   | 19:00 - 21:54   | ネプチューン | 石川みなみ                   | 神奈月                                                          | 9.0%                      |

## 現在の出場者
※2023年5月2日
※五十音順
- uiui先輩
- エハラマサヒロ
- KINZ＆K-ing
- 久保陽貴
- 鎮目政宏
- はたのあいか
- ハリウッドザコシショウ
- Mr.シャチホコ
- よよよちゃん

## 過去の出場者
※五十音順
- 青木隆治 - '14・'16年トーナメント優勝。'23年トーナメントに5年振りに出場。
- 荒牧陽子
- アンガールズ
- 石塚英彦
- 梅小鉢
- 英明 - '12年トーナメント優勝。
- エハラマサヒロ
- 大鳥優子（ものまねAKB）
- おかもとまり
- 小川美佳
- 小出真保
- 古賀シュウ
- コージー冨田
- コロッケ - '09・'20年トーナメント優勝。'22年トーナメントから審査員を務めた。
- 沙羅
- サンドウィッチマン
- ジャガーズ
- チョコレートプラネット - '19・'20年トーナメント準優勝。
- 椿鬼奴
- ツートン青木
- トレンディエンジェル
- 中川家 - '08年トーナメント優勝。
- 西尾夕紀
- ノブ&フッキー
- 花香よしあき・木村泰三
- B'z軍団
- 平野ノラ
- 福田彩乃 - '13年トーナメント優勝。
- ホリ
- 丸山礼
- ミラクルひかる
- むらせ
- メルヘン須長
- モリタク!
- 山出雄大
- 山本高広
- ゆりやんレトリィバァ
- 横澤夏子 - '15年トーナメント優勝。
- Rie
- りんごちゃん

## スタッフ

### 2023年12月12日現在
- ナレーター：三村ロンド（第25回 - ）
- 構成：石塚祐介（第21回 - ）、大谷祐一（第27回 - ）、タムケン（第41回 - ）、猿橋英之（第34 - 38,40回-）、長澤喜稔（第21 - 38,40回-）、両角貴正（第21 - 38,41回 - ）、堀由史（第46回 - ）
- TM：木村博靖（第9回 - 、以前はCAM）
- 美術：高津光一郎（第1回 - ）
- デザイン：北原龍一（第39回 - ）
- イラスト：橘田幸雄（第1回 - ）
- EED：大里剛史（スタジオヴェルト、第37 - 39,42,43,45回 - ）、阿部大樹（スタジオヴェルト、第47回）
- MA：眞坂聡美（スタジオヴェルト、第34,37回 - ）
- 音効：斉藤弘(裕)之（マジカル、第26回 - ）
- 音楽制作：安保一平
- TK：桜井えみこ（第41回 - ）
- デスク：西端薫（第16回 - ）
- リサーチ：タイプライター（第43回 - ）
- 協力：第一興商（以前は協力→カラオケ音源協力）、鈴廣かまぼこ（第47回）
- 制作スタッフ（第27回 -）：小野将太郎、大越千誉、里村創樹、加納大斗、佐古七海/松本ゆみ（小野→第40回-、大越→第43回-、里村・加納→第45回-、佐古→第46回-、松本→第27 - 30,46回-、第31回 - 45回はディレクター）
- ディレクター：佐藤宏太郎、西川竜介、伊藤航、雨宮佑介、植木一実、佐々木万由子、池山愛奈、市村祐真、淺沼丈生、原皓史（佐藤→第16,17,31回 - 38,43回 -、西川・原→第46回 -、伊藤→第43回 -、植木→第41回 -、雨宮→第36回 -、佐々木→第35回 -、池山→第40回-、市村→第45回-、淺沼→第47回、原→第45回は制作スタッフ）
- 演出：徳永清孝（第18回 - ）
- プロデューサー：服部完英、渡邊菜月、武石政人、萩原朋子、三好剛、石川直美（服部→第38回 -、渡邊→第45回 -、第36 - 44回はディレクター、萩原→第1回 -、三好→第22回 -、石川→第36回 -、武石→第46回 -、第34 - 41回はディレクター）
- チーフプロデューサー：渡邊政次（第46回 -）
- 制作協力：IVSテレビ制作（第20・21・22・26・27回では表記なし）[注 10]
- 製作著作：日本テレビ

### 過去のスタッフ
- ナレーター：平井誠一（第1回）、根岸朗（第3回）、木村匡也（第2回）、垂木勉（第1，3 - 16回）
- 声の出演：真地勇志（第26 - 30回）
- 構成：石原健次（第17回まで）、長谷川優（第35回まで）、樅野太紀（第1回）、酒井義文（酒井→第6回以降）、永井ふわふわ（第7 - 38回）、大平尚志（第9 - 17回）、パジャマとりや（パジャマ→第6回）、栗坂祐輝（第18 - 回）、大塚智仁（第18 - 回）、林龍雄（林→第26回まで、第1回はオパヤン名義）、大西右人（第18 - 37回）、関野樹（第34 - 38,40 - 43回）、ガクカワサキ（第35 - 45回）
- TM：江村多加司（第1回）、石塚功（第6-8回）
- デザイン：本田恵子（第15回まで）、北村春美（第16 - 35回）、小川裕史（第36 - 38回）
- 美術AP：栗原和也（第18 - 回）
- EED：矢部貴絵（スタジオヴェルト、第12回まで）、森田智之（スタジオヴェルト、第27 - 36,44回、第26回までは編集）、鴨下勇希（スタジオヴェルト、第34回）、西田拓実（スタジオヴェルト、第36 - 44,46回）、佐藤武法（スタジオヴェルト、第40回）、阿部亮平（スタジオヴェルト、第45回）
- MA：大竹雄一（スタジオヴェルト、第26回以外）、井上雄介（スタジオヴェルト、第26回）、谷弘明（スタジオヴェルト、第29,30回）、上松紗弓（スタジオヴェルト、第32,33,35回）、山田謙一（スタジオヴェルト、第31,36回）
- オーディオコーディネーター：鳥飼弘昌（第1 - 38回）
- 音効：岡田貴志（マジカル、第21回まで）
- TK：中村ひろ子（第1 - 40回）
- 振付：めるも（第1 - 43回）
- 編成(第8,17回)：岩佐直樹、土谷幸弘、糸井聖一（共に第8回）、久保真一郎（第17回）
- PR：立柗典子（第1回）、角田久美子（第6,9  - 16回）、西室由佳里（第8回）
- AP：茂木幹夫（第1,3回）、澤井慎幸（第4 - 16回、第3回まではディレクター）、清千里（第21回）、小森亮（第15 - ）、大竹ゆうこ（第29,30回）
- 制作進行：牧田安弘（第19 - 30回）、井口恭子（第26回）
- デスク：濱村吏加（第1 - 6回）、渡辺絵美（第7 - 15回）
- ディレクター：近藤諭（第1回）、内田功（第1回）、成田真司（第1 - 39回）、里永知洋（第1 - 42回）、上田崇博（第6回 - ）、川口信洋（第6回 - ）、久保田克重（第6回 - ）、大塚真史（第6回 - ）、利根川広毅（第9回 - ）、島袋みさと（第9回）、井上尚也（第10回 - ）、小松正樹（第10回）、伊豆原聡（第12回）、佐藤丁丈（第14 - 40回）、星野克己（第15 - 17回）、高木裕太（第18回 - ）、福田龍（第19 - 45回）、森山琢哉（第21回）、松田敦（第31 - 45回、第27 - 30回は制作スタッフ）、蒲龍太郎（第34 - 36回）、近藤僚祐（第34 - 39回）、京田莉沙（第34 - 40回）、小平翔之介（第35 - 39回、第27,28回は制作スタッフ）、波立奈々（第39 - 44回 、第29 - 38回は制作スタッフ）、廣田彰大（第39 - 43,45回）、山下聖司、畑川歩、岩田充弘、渡辺学（畑川・岩田・渡辺→第41回）、大月幸菜（大月→第42回、第36 - 38回は制作スタッフ）/小田清仁、早田翔
- プロデューサー：松本浩明（第1 - 4回）、環真吾（第2 - 4回）、中西健（第5 - 7回）、瓜生健（第8 - 12回）、遠藤正累（第8回）、今井康則（第18 - 30回）、石村修司（第35 - 37回）、小江翼（第31 - 39回）、沢田健介（第40 - 44回）、中山憲明（第1回は演出、第2 - 22回は監修、第23 - 30回）、吉田一浩（第5 - 20回）、田中眞理子（第6 - 18,29 - 35回）、桑沢(澤)紅子（第20 - 28回）、佐津川陽（第34,35回、第1-33回は演出）、川上修（第39,40回、第1 - 10回はディレクター、第31 - 38回はAP）
- ラインプロデューサー：鈴木雅人（第13回、第12回まではCP）
- 統括プロデューサー：高谷和男（第20回 - 第21回まで統括P、第13 - 19回まではプロデューサー、第1回は演出 → 一時離脱 → プロデューサー）
- チーフプロデューサー：藤井淳（第5 - 19回はCP、第2 - 4回はチーフクリエイター）、加藤幸二郎（第20回 - 第21回）、伊東修（第22 - 33回）、関健一（第34 - 39回）、江成真二（第40 - 45回、第1回はディレクター、第6 - 17回は演出）
- 制作スタッフ：松林里奈、野澤有嘉（全員→第27,28回）、井口健太郎（第29,30回）、島田亮輔（第31回）、小杉拓巳（第31 - 34回）、滝澤果子（第33回）、京塚充広（第34回）、稲毛良（第34,35回）、田中文香、松本弥奈美（田中・松本→第35回）、長倉智恵、今泉太偉稀（長倉・今泉→第36回）、伊東風香、西野幹（伊東・西野→第37回）、瀬田真弓（瀬田→第38回）、賀城友貴、中村ルアナ（中村→第39回）、川合諒太（川合→第40,41回）、安藤駿（安藤→第40 - 44回）、久保田理奈（久保田→第40 - 45回）、有瀧圭太（第43 - 45回、第35 - 42回は制作スタッフ）
- リサーチ：菅原和人（第27 - 30回）、ビスポ（第43回まで）
- 協力：LARGO、オリコン、アフロ（アフロ→第44,45回）
- 制作協力：G.G.company（第27,28回）